# Les Caselles (l'Esquirol)
Les Caselles és una masia de l'Esquirol (Osona) inclosa a l'Inventari del Patrimoni Arquitectònic de Catalunya.

## Descripció
Masia de planta rectangular amb coberta a dues vessants i consta de planta baixa i dos pisos amb el ràfec paral·lel a la façana, la qual es troba orientada a migdia. Presenta un portal rectangular amb un balcó al damunt i tres obertures també rectangulars. A la part dreta i a nivell del primer pis s'obren unes gelaries d'arc de mig punt sostingudes per pilars i amb baranes de fusta. Al segon pis s'obren les golfes, també amb baranes de fusta. A la part nord hi ha una petita finestra i un contrafort al peu de l'escaire NE. Construïda amb pedra sense picar, unida amb calç i amb els escaires i elements de ressalt mol ben treballades, L'estat de conservació és força bo.
Cabana davant l'era del mas Caselles. És de planta rectangular, coberta a dues vessants amb carener perpendicular al portal i amb una alçada aproximada de 8 metres. El portal és d'arc de mig punt al damunt hi ha una finestra rectangular amb llinda de fusta. És construïda amb lleves de pedra unides amb calç i els escaires i elements de ressalt són de pedra picada. A l'interior hi ha un pilar central construït amb maó. L'estat de conservació és mitjà.

## Història
Antic mas que el trobem registrat en el fogatge de 1553 de la parròquia i terme de Sant Jolia de Cabrera, aleshores habitava el mas un tal Joan Casselles. Segons les dades constructives de l'edificació, el mas fou reformat i ampliat al segle xviii, concretament de 1776; data que trobem inscrita en els porxos i que deu correspondre a l'ampliació d'aquell sector.